# ラーンクラブー火力発電所
ラーンクラブー火力発電所（タイ語: โรงไฟฟ้าลานกระบือ）とは、タイ王国の中部よりやや北寄りのカムペーンペット県に属する、ラーンクラブー郡に設置されている火力発電所である。なお、この発電所はタイ王国発電公社によって運営されている。

## 概要
ラーンクラブー火力発電所は、天然ガスのみを燃料として火力発電を行っている

。
この発電所は1982年12月以降に順次、例えばスラートターニー火力発電所にあったガスタービンや、南バンコク火力発電所にあったガスタービンのように、元々は他の場所に設置されていた小規模なガスタービンを寄せ集めるという形で建設された。
2014年現在、合計8基のガスタービンが設置されており、その合計出力は約140 (MW)である。

## 発電設備
2013年現在、ラーンクラブー火力発電所には、以下の発電設備が存在している。既述の通り、以下の設備の燃料は全て天然ガスである。
1号機
ガスタービン - 定格出力16 (MW)。元々はスラートターニー火力発電所にあったもの。
2号機
ガスタービン - 定格出力16 (MW)。元々はスラートターニー火力発電所にあったもの。
3号機
ガスタービン - 定格出力14 (MW)。
4号機
ガスタービン - 定格出力14 (MW)。
5号機
ガスタービン - 定格出力20 (MW)。元々は南バンコク火力発電所にあったもの。
6号機
ガスタービン - 定格出力20 (MW)。元々は南バンコク火力発電所にあったもの。
7号機
ガスタービン - 定格出力20 (MW)。元々は南バンコク火力発電所にあったもの。
8号機
ガスタービン - 定格出力20 (MW)。元々はソンクラー火力発電所にあったもの。

## 主な参考文献
- ラーンクラブー火力発電所について
- ラーンクラブー火力発電所概要